# Ferruccio Benvenuto Busoni
Ferruccio Benvenuto Busoni (Empoli, 1866. április 1. – Berlin, 1924. július 27.) anyai ágon német, apai ágon olasz származású zeneszerző, zongorista, zenetudós és karmester. Ő maga mindig Berlint tekintette igazi otthonának, és operáit is mindig német nyelvű szövegre komponálta, ugyanakkor nem tagadta meg olasz gyökereit sem, így általában német-olasz zeneszerzőként szokták említeni.

## Élete
Muzsikus szülők gyermekeként látta meg a napvilágot, 1866-ban. Anyja tanította zongorázni, más zongoratanára később sem volt. Alapfokú zeneelméleti tanulmányait Firenzében végezte, majd miután a család Grazba költözött, Wilhelm Benjamin Mayer (1831–1898) tanítványa lett. Busoni tehetsége hamar megmutatkozott: nyolcéves korától rendszeresen fellépett nyilvános hangversenyeken és hamar nagy hírnévre tett szert mint zongoravirtuóz. A 19. század második felében a korszak legjelentősebb Bach-interpretátorát látták benne, új Lisztnek könyvelték el. Fiatalon elnyerte a Rubinstein-díjat és a bolognai Királyi Akadémia is tagjai közé választotta. Komponálni tizenkét évesen kezdett el: ekkor egy Stabat Matert írt, aminek a bemutatóját személyesen vezényelte. Zeneszerzést azonban csak húszéves korában kezdett tanulni, amikor rövid időre a lipcsei konzervatórium hallgatója lett. Busoni megjelenése rendkívül megnyerő volt, és sokan úgy hitték, hogy zongoravirtuózként hamar meg fogja hódítani az egész világoz. De a zenészben volt egyfajta tartózkodás a korízléstől, ami távol tartotta a zajos sikerektől.
Az 1800-as évek utolsó harmadában és az 1900-as évek elején Busoni egyike volt a legkeresettebb zenepedagógusoknak. 1888-ban Helsinkiben tanított, itt ismerte meg későbbi feleségét, a svéd Gerda Sjöstrandt. 1890-ben Moszkvában működött, majd 1891–1894 között három évet töltött az Egyesült Államokban, ahol Bostonban tanított és több hangversenyen is bemutatkozott mint zongoravirtuóz. 1894-től kisebb-nagyobb megszakításokkal Berlinben élt és tevékenykedett mint a zeneakadémia tanára, karmester és zeneszerző. A tanítási időszakokat mindig hosszú hangversenyturnékkal váltogatta.
1889-ben próbálkozott először operakomponálással, de Sigune című művének végül csak az előjátékát hangszerelte meg. Az 1890-es éveket a tanítás mellett zongorázással töltötte. Ezekben az években nem nagyon komponált. 1893-ban megtekintette Verdi Falstaffjának bemutatóját, és ez visszaadta a hitét az olasz zenében. Ekkor fogalmazódott meg benne egy Faust-opera megírásának a terve. 1907–1908-ban a bécsi konzervatórium zongora-mesterosztályát vezette, majd 1913-tól a bolognai Liceo Musicale igazgatója volt.
Az első világháború kitörését követően Zürichbe költözött, ahol elsősorban mint pedagógus működött. A svájci városban zenészek és zeneteoretikusok zenei kört alakítottak ki körülötte. Busoni prózai írásaiban és előadásaiban útmutatásokat adott fiatal kollégáinak, a konzervatív zenei formák megőrzésére való törekvésével pedig jelentős szerepet játszott az 1900-as évek elején kialakult zenei vitákban és az ezeket eredményeként megjelenő új stílusirányzatok kialakulásában. Zeneelméleti írásai az avantgárd zenei kísérletek egyik fő teoretikusává tették, de zeneszerzőként hagyománytisztelő volt és inkább tekinthető neoklasszikus, mint avantgárd szerzőnek. Új zenével kapcsolatos elméletei a konzervatívok, elsősorban Hans Pfitzner céltáblájává tették. Pfitzner „steril intellektualizmusát” vetette a szemére.
Busoni 1916-ban kezdte el élete főművének, a Doktor Faust című operának a komponálását, amit végül nem tudott befejezni. A következő évben bemutatták Turandot című színpadi művét, amelyet pár év múlva teljesen kiszorított a színpadokról Puccini operája. 1919-ben megalkotta az ifjú klasszicizmus fogalmát, amelyet a mai zenetudósok lényegében azonosnak tekintenek az általuk neoklasszicizmusnak nevezett irányzattal. 1920-ban visszaköltözött Berlinbe, és ettől kezdve haláláig a városban élt és tanított. Az Akademie der Künste zeneszerzés tanszakának mesterképzőjét vezette. 1924-ben érte utol a halál, a német fővárosban.

## Munkássága

### Zeneesztétikája
Busoni kivételes technikával rendelkező zongoraművész volt, aki a zongorairodalom nagy műveire specializálta magát, azokat nagy virtuozitással és intellektualitással adta elő. Teoretikusként már 1906-ban feltételezte, hogy az oktávot harminchat hangközre lehet bontani. Olyan új hangszerek megalkotásának gondolkozott, amelyeken ilyen mikroméretű hangkülönbséget lehet produkálni. Száztizenhárom skálát dolgozott ki a normál hangközök megemelésével vagy csökkentésével, a zenei szókincs kiterjesztésének lehetőségeit kutatva.
1911-ben jelentette meg Egy új zeneesztétika vázlata című munkáját, amelyben kifejtette, hogy minden hangot három részre kellene bontani „a harmóniai és melodikai kifejezés gazdagítására”. Ebben a művében utópisztikus elképzeléseket fogalmazott meg a jövő zenéjére vonatkozóan. Rendszertelenül és kimerítő kifejtés nélkül érintett több, előremutató témát is, mint az új hétfokú hangsorokat, a harmad- és a hatodhangokat, valamint az elektronikus hangelőállítást. Busoni művében esztétikailag a zene autonómiájáért szólalt fel, de elutasította a hagyományos architektonikus és szimmetrikus formákat.
Előre látta az elektronikus zene lehetőségeit is. Amikor az Egyesült Államokban Tadeus Cahill feltalálta a dinamofonnak elnevezett hangszert, amely az elektronikus áramot matematikailag pontosan rögzített vibrációvá alakította át, Busoni volt az első, aki lecsapott rá mint a mikrotonális zene lehetőségének eszközére.
1919-ben meghirdetett „ifjú klasszicizmusa”, ami „határozott elfordulás attól, ami tematikus és visszatérés a dallamhoz”. Az irányzat csak a „keletkezési kort képviselte”, „nem ismerte a jövőt”. Mint zeneszerző, Busoni eklektikusan közelítette meg a formai problémákat, és teoretikusként is inkább egyfajta kibúvót kínált a konvenciók alól, de nem volt képes olyasmit nyújtani, ami a korszak radikális irányzatainak képviselőit érdekelte volna. Elméleti eredményeit a gyakorlatban sohasem valósította meg.

### Zeneművei
Busoni első művei a posztromantikus stílust képviselték brahmsi beütéssel. Példaképének három zeneszerzőt tekintett: Bachot, Beethovent és Lisztet. 1904-ben született zongoraversenyében mind a három szerző stílusjegyei felismerhetők, de találkozhatunk benne Csajkovszkijra utaló motívumokkal is. A versenymű Liszt Velence és Nápoly című zongoraciklusának tarantellatételére épít. Busoni minden dallamot megjegyzett és magába szívott, amelyet egyszer hallott, és ha nagyon megtetszett neki valami, akkor azt öntudatlanul is belekomponálta műveibe. Zongoraversenye még csak egy nagyszabású, posztromantikus mű volt, amellyel túl akart tenni Liszt, Rubinstejn, Csajkovszkij és az összes többi, nagy romantikus zeneszerző virtuóz zongoraversenyén.
A későbbiekben azonban a zeneszerző sikeresen vetkőzte le magáról a posztromantikus jegyeket, de mindvégig megmaradt abban az intellektuális közegben, amely megtartotta és modernizálta a régi formákat. Harmóniái és ritmusai a 19. század zenéjében gyökereztek és sohasem távolodtak messzire az 1800-as évektől. Zenéje azonban személyes és tisztességes.
Busoni elsősorban nagyszámú zongoradarabot komponált, emellett néhány operát is írt. Zongoradarabjai közül a legfigyelemreméltóbb 1910-es Fantasia contrappuntistica című műve, amely műfaji megjelölése szerint korálvariáció egy korál témára és négy fúga egy Bach töredékre. A töredék A fúga művészetének befejezetlen zárótétele, amelyet Busoni korábban már nagyvonalú kiegészítésekkel látott el, Nagy Fúga címen. A Fantasia az előbbi műhöz képest jóval sűrűbbé teszi a kontrapuntikus szerkesztés módot. A művet korálelőjátékkal vezeti be, amellyel Busoni összekapcsolta a egyik Elégiáját a feldolgozott, Allein Gott in der Höh kezdetű koráldallammal. A zenei szövetben újra és újra megjelenő bitonális fordulatok Bach zenéjét egészen újszerű kontextusba helyezik. Az 1910-es, a zongora hangzási és játszhatási lehetőségeit súroló változat mellett a fantáziának létezik egy két évvel későbbi, könnyebb változata, valamint egy 1916-os, kétzongorás átirata. A darabot Fr. A. Stock hangszerelte meg a zeneszerző jóváhagyásával.
Busoni főművének befejezetlenül hátrahagyott Faust operáját tekintik. A Faust figyelemre méltó alkotás, több nagyon modern zenei gondolattal. A démonok jelenetében egy variációs forma jelenik meg, amely Berg operáira mutat előre, a szerző dallamvonala olykor a korai Schönbergre emlékeztet. Bizonyos 19. századi gyökerek azonban kimutathatók a darabban, melyek következtében a Faust felfogható poszt-wagneri vagy poszt-straussi alkotásnak is, nagyon eredeti zenei megoldásokkal és hangulattal. A második prelűd egy meglepő pillanatában felsejlik dr. Schön szerelmi motívuma Berg Lulujából.

## Magyarul
- Változatok a zeneművészet új esztétikájához; ford. Kenessei Sándor; Athenaeum, Bp., 1920 (Modern könyvtár)
- Írások az új zenéről; vál., szerk., előszó Ignácz Ádám, ford. Balázs István, Ignácz Ádám; Rózsavölgyi, Bp., 2020 (Zeneszerzők írásai)